# Energiewirtschaftliches Institut an der Universität zu Köln

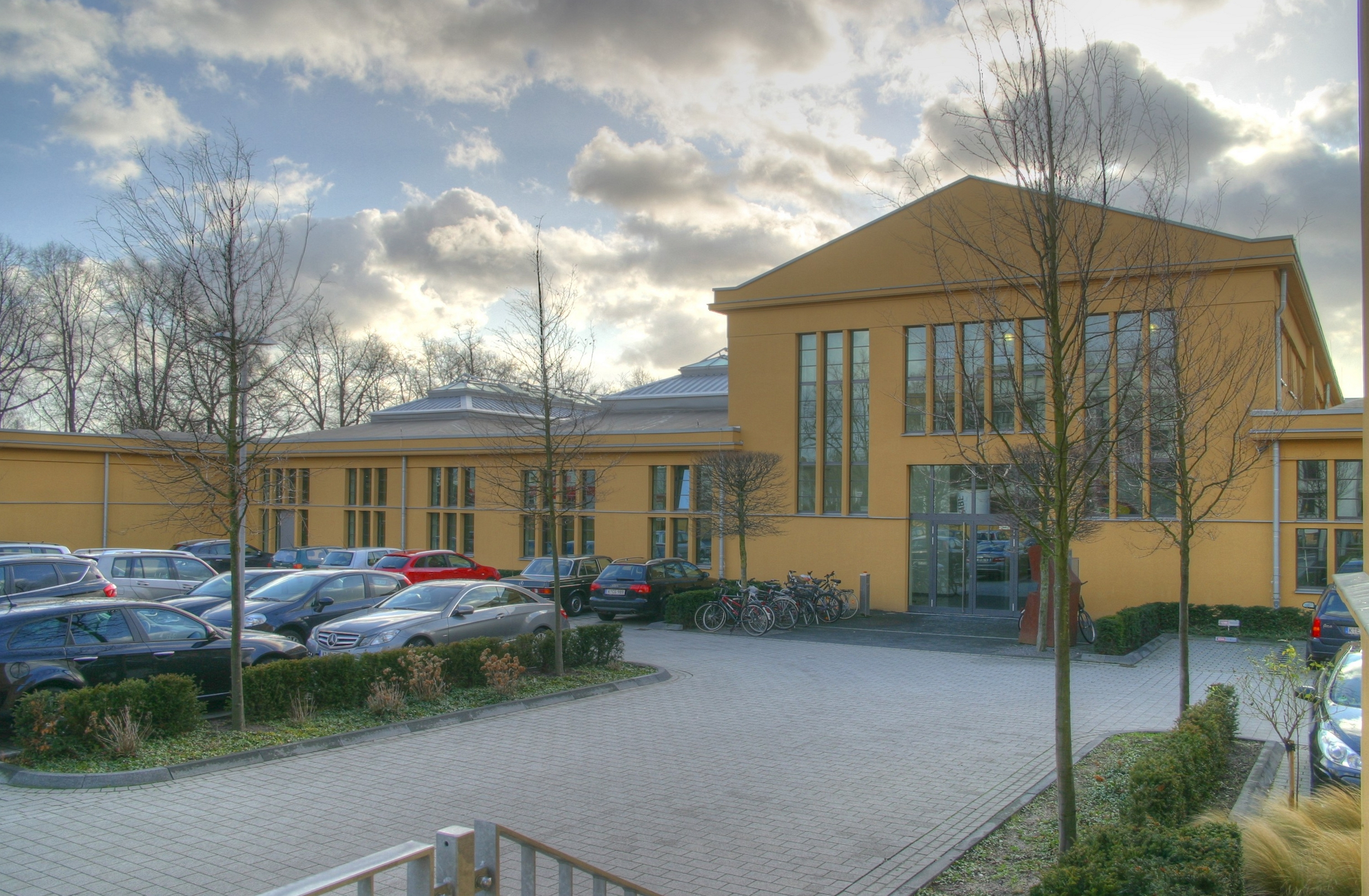
Die Alte Wagenfabrik in Köln-Bickendorf, Sitz des EWI

Das Energiewirtschaftliche Institut an der Universität zu Köln (EWI) ist ein An-Institut der Universität Köln. Es betreibt Forschung und Lehre auf dem Gebiet der volkswirtschaftlichen Energiewirtschaft sowie der Energiemärkte und kooperiert mit der Universität Köln hinsichtlich der Doktorandenausbildung und energieökonomischen Lehrveranstaltungen, Workshops und Summer Schools. Es wird von Direktor und Geschäftsführer Marc Oliver Bettzüge sowie Geschäftsführerin Annette Becker geleitet.
Das EWI wurde in der Vergangenheit regelmäßig von staatlichen deutschen Stellen wie z. B. den Parlamenten und Regierungen auf Landes- und Bundesebene mit Studien und Gutachten beauftragt. Die Untersuchungsergebnisse des EWI dienten im Rahmen des Enquête-Prozesses mehrfach als Grundlage für energiepolitische Richtungsentscheidungen und die Gesetzgebung.

## Organisation
Das EWI ist eine 100-prozentige Tochter der Kölner Universitätsstiftung.
Zuvor war der Förderverein Gesellschaft zur Förderung des Energiewirtschaftlichen Instituts an der Universität zu Köln e. V. alleiniger Gesellschafter des EWI, dem hauptsächlich Energieversorgungsunternehmen und Organisationen der deutschen Energiewirtschaft sowie Verbände angehören. Mittlerweile werden nur noch weniger als 10 Prozent des Budgets durch projektgebundene Mittel dieser Fördergesellschaft gedeckt.
Im Jahr 2015 wurde die Anwendungsforschung in die ewi Energy Research & Scenarios gGmbH (ewi ER&S) ausgegliedert. Diese gGmbH wurde im Herbst 2018 zurück in das Energiewirtschaftliche Institut an der Universität zu Köln (EWI) überführt. Seit dem Jahr 2019 unterstützt das Land Nordrhein-Westfalen das EWI finanziell. Die Förderung dient zur Absicherung der Grundfinanzierung kann jährlich bis zu 800.000 Euro betragen.
Seine Räumlichkeiten hat das EWI in der Alten Wagenfabrik, einem ehemaligen Gebäude des Cölner Elektromobilwerkes von Heinrich Scheele in Köln-Bickendorf, Stadtbezirk Ehrenfeld (siehe Bild).

### Institutsleitung
Leitende Direktoren:
- Theodor Wessels: Direktor 1943–1970[13]
- Hans Karl Schneider: Direktor 1970–1986
- Carl Christian von Weizsäcker: Direktor 1986–2003
- Axel Ockenfels: Direktor 2003–2007
- Marc Oliver Bettzüge: Direktor 2007 bis heute
- Felix Höffler: Direktor 2011 bis 2019[14]
- Wolfgang Ketter: Direktor 2017 bis 2021[15][16]

Ehemalige Geschäftsführer:
- Walter Schulz: Geschäftsführer (um 2000)
- Dieter Schmitt: Geschäftsführer 1970[17]

## Geschichte

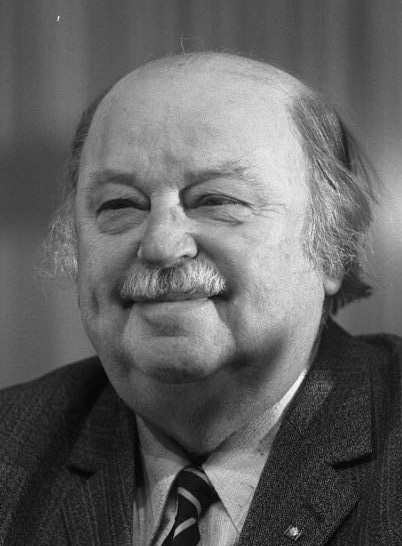
Fritz Burgbacher, Hauptinitiator und späterer Honorarprofessor des EWI

Das Institut wurde 1943 auf Initiative von Energiewissenschaftlern und -politikern (insbesondere vom damaligen NSDAP-Mitglied Fritz Burgbacher), der Universität Köln und der RWTH Aachen, sowie Vertretern der regionalen Elektrizitäts- und Gaswirtschaft (Rheinische Energie AG, Rheinisch-Westfälisches Elektrizitätswerk, Rheinisches Braunkohlesyndikat, Ruhrkohlesyndikat, Ruhrgas, Thyssen’schen Gas- und Wasserwerke, Niederrheinische Licht- und Kraftwerke, …) in Köln gegründet.
Obwohl die Institutsgründung und deren Vorgeschichte ab 1935 in die Zeit des Nationalsozialismus fällt, sei das Institut nicht als Werkzeug des NS-Regimes zu sehen. Die Gründung des Institutes sei, so Lennartt Henny in seiner Diplomarbeit, von der NS-Regierung (Reichsgruppe Energiewirtschaft der Reichswirtschaftskammer; Referat Energiewirtschaft des Reichswirtschaftsministeriums, …) eher geduldet als gewünscht oder aktiv unterstützt worden. Mit der Institutsleitung wurde nicht der Wunschkandidat der NS-Regierung, der Betriebswirt Erwin Geldmacher, sondern der vom NS-Regime wegen kriegswichtiger Raumforschung als unabkömmlich vom Kriegsdienst freigestellte Volkswirt Theodor Wessels beauftragt. Wessels war – wie auch Burgbacher selbst – praktizierender Katholik und vertrat eher liberale Positionen, als dass er die von der NS-Regierung praktizierte staatswirtschaftliche Lenkung der Wirtschaft unterstützte. Wie später bekannt wurde, war Wessels unter anderem Mitglied in der regierungskritischen Arbeitsgemeinschaft Erwin von Beckerath.
Neben dem Direktor Wessels erhielt auch der Hauptinitiator Burgbacher einen Lehrauftrag als Honorarprofessor. Noch im Aufbau begriffen, musste das Institut bereits 1944 aufgrund von kriegsbedingten Störungen der Forschungs- und Lehrtätigkeit seinen Betrieb aussetzen. Nach Ende des Zweiten Weltkriegs wurden die Professoren Burgbacher und Wessels von der Britischen Militärregierung im Rahmen der „Entnazifizierung“ entlastet und rehabilitiert, so dass der Institutsbetrieb 1947 wieder aufgenommen werden konnte.
Ab 1951 promovierte Alfred Herrhausen, der spätere Vorstand der Deutschen Bank, als Assistent von Wessels am EWI.
In den 1950er-Jahren baute das Institut seinen Lehr- und Forschungsbetrieb aus und etablierte in den folgenden Jahren und Jahrzehnten durch zahlreiche Veröffentlichungen und Reden der Institutsmitarbeiter sowie durch Ausrichtung von Schulungen und Tagungen seine Reputation als Fachinstitut in Wissenschaft, Wirtschaft und Politik.
Ab den 1950er-Jahren erhielt das EWI auch immer häufiger Forschungs- und Beratungsaufträge von politischen und staatlichen Stellen wie dem Bundeswirtschaftsministerium oder dem Wirtschaftsministerium des Landes Nordrhein-Westfalen. Unter anderem war das EWI an mehreren Enquête-Kommissionen des Deutschen Bundestages zu energiewirtschaftlichen Themen beteiligt, darunter als erste die „Energie-Enquête“ (1961), als weitere unter anderem „Zukünftige Energiepolitik“ (1982), „Vorsorge zum Schutz der Erdatmosphäre“ (1987) und zuletzt „Nachhaltige Energieversorgung“ (2002).
Im Jahre 2010 floss ein vom EWI miterstelltes Gutachten in das Energiekonzept 2050 der Bundesregierung unter Angela Merkel ein. Für die im Gutachten enthaltenen, umstrittenen Empfehlungen wurde das EWI teilweise kritisiert (siehe unten Abschnitt Kritik).
Im Juni 2015 wurde die Struktur des EWI mit der Ausgründung der ewi Energy Research & Scenarios (ewi ER&S) komplett neu aufgestellt. Während sich das EWI An-Institut der Universität Köln insbesondere auf die Grundlagenforschung und Lehre sowie auf die Doktorandenausbildung fokussierte, sollte die ewi ER&S zu Fragen von Energiemärkten und -infrastrukturen vor allem eine praxisorientierte Anwendungsforschung durchführen und Drittmittelprojekte bündeln.
Diese Struktur wurde im Herbst 2018 rückgängig gemacht: ewi ER&S sowie An-Institut gingen in einer neuen gGmbH auf, die nun wieder Energiewirtschaftliches Institut an der Universität zu Köln (EWI) heißt. Dies war Voraussetzung für eine finanzielle Förderung durch das Land Nordrhein-Westfalen. Es unterstützt das EWI seit dem Jahr 2019 mit bis zu 800.000 Euro im Jahr. Der Förderverein des Instituts, in dem etwa 40 Unternehmen und Verbände Mitglied sind, fördert das EWI seitdem nur noch projektgebunden.

## Kritik
Kritiker bezweifeln die Unabhängigkeit des Institutes, da das EWI über eine Fördergesellschaft bis zum Jahr 2013 auch erheblich von Großkonzernen der Energiewirtschaft mitfinanziert wurde. Die Empfehlungen des EWI seien deshalb nicht neutral, insbesondere soll die Untersuchung der Laufzeitverlängerung deutscher Kernkraftwerke den Interessen der Kernkraftwerksbetreiber RWE, E.ON und Vattenfall Europe gedient haben, die teilweise gleichzeitig Hauptgeldgeber des Institutes gewesen seien. Seit dem Jahr 2019 wird das EWI  nicht mehr von seinem Förderverein (in dem auch Unternehmen Mitglied sind) grundfinanziert, sondern vom Land NRW. Der Förderverein finanziert jedoch weiterhin einzelne Projekte.